# Barillas
Barillas est une ville et une municipalité de la communauté forale de Navarre (Espagne).
Elle est située dans la zone non bascophone de la province, dans la mérindade de Tudela. Le castillan est la seule langue officielle alors que le basque n’a pas de statut officiel .
Le secrétaire de mairie est aussi celui de Monteagudo, Tulebras.

## Démographie
| Évolution démographique                                  | Évolution démographique | Évolution démographique | Évolution démographique | Évolution démographique | Évolution démographique | Évolution démographique | Évolution démographique | Évolution démographique | Évolution démographique | Évolution démographique |
| 1996                                                     | 1998                    | 1999                    | 2000                    | 2001                    | 2002                    | 2003                    | 2004                    | 2005                    | 2006                    | 2007                    |
| -------------------------------------------------------- | ----------------------- | ----------------------- | ----------------------- | ----------------------- | ----------------------- | ----------------------- | ----------------------- | ----------------------- | ----------------------- | ----------------------- |
| 211                                                      | 189                     | 189                     | 199                     | 208                     | 200                     | 198                     | 206                     | 198                     | 194                     | 193                     |
| Sources: Barillas et instituto de estadística de navarra |                         |                         |                         |                         |                         |                         |                         |                         |                         |                         |

### Sources
- (es) Cet article est partiellement ou en totalité issu de l’article de Wikipédia en espagnol intitulé « Barillas (Navarra) » (voir la liste des auteurs).